# Fußball-Weltmeisterschaft 1954/Gruppe 1
| Pl.                                          | Land        | Sp. | S | U | N | Tore    | Diff. | Punkte |
| -------------------------------------------- | ----------- | --- | - | - | - | ------- | ----- | ------ |
| 1.                                           | Jugoslawien | 2   | 1 | 1 | 0 | 002:100 | +1    | 03:10  |
| 2.                                           | Brasilien   | 2   | 1 | 1 | 0 | 006:100 | +5    | 03:10  |
| 3.                                           | Frankreich  | 2   | 1 | 0 | 1 | 003:300 | ±0    | 02:20  |
| 4.                                           | Mexiko      | 2   | 0 | 0 | 2 | 002:800 | −6    | 0:40   |
| Jugoslawien durch Losentscheid Gruppensieger |             |     |   |   |   |         |       |        |

Gruppe 1 der Fußball-Weltmeisterschaft 1954:

## Brasilien – Mexiko 5:0 (4:0)
| Brasilien                                                 | Brasilien | Mexiko | Mexiko |
| --------------------------------------------------------- | --- | --- | ------ |
| Brasilien                                                 | \| 1. Spieltag \| \| 16. Juni 1954 um 18:00 Uhr in Genf (Stade des Charmilles) \| \| Zuschauer: 13.470 \| \| Schiedsrichter: Paul Wyssling ( Schweiz) \| \| Spielbericht \| | \| 1. Spieltag \| \| 16. Juni 1954 um 18:00 Uhr in Genf (Stade des Charmilles) \| \| Zuschauer: 13.470 \| \| Schiedsrichter: Paul Wyssling ( Schweiz) \| \| Spielbericht \|                                          | Mexiko |
| Brasilien                                                 | Castilho – Djalma Santos, Nílton Santos, Brandãozinho – Pinheiro, José Carlos Bauer – Julinho, Didi, Baltazar, Pinga, Rodrigues Cheftrainer: Zezé Moreira                   | Salvador Mota – Narciso López, Jorge Romo, Raúl Cárdenas – Rafael Avalos, Alfredo Torres – José Naranjo, José Luis Lamadrid, Tomás Balcázar, Raúl Arellano, Juan Gómez Cheftrainer: Antonio López Herranz ( Spanien) | Mexiko |
| Brasilien                                                 | 1:0 Baltazar (23.) 2:0 Didi (30.) 3:0 Pinga (34.) 4:0 Pinga (43.) 5:0 Julinho (69.)                                                                                         | | Mexiko |
| 1. Spieltag                                               | | |        |
| 16. Juni 1954 um 18:00 Uhr in Genf (Stade des Charmilles) | | |        |
| Zuschauer: 13.470                                         | | |        |
| Schiedsrichter: Paul Wyssling ( Schweiz)                  | | |        |
| Spielbericht                                              | | |        |

## Jugoslawien – Frankreich 1:0 (1:0)
| Jugoslawien                                                             | Jugoslawien | Frankreich | Frankreich |
| ----------------------------------------------------------------------- | --- | --- | ---------- |
| Jugoslawien                                                             | \| 1. Spieltag \| \| 16. Juni 1954 um 18:00 Uhr in Lausanne (Stade Olympique de la Pontaise) \| \| Zuschauer: 16.000 \| \| Schiedsrichter: Mervyn Griffiths ( Wales) \| \| Spielbericht \|                           | \| 1. Spieltag \| \| 16. Juni 1954 um 18:00 Uhr in Lausanne (Stade Olympique de la Pontaise) \| \| Zuschauer: 16.000 \| \| Schiedsrichter: Mervyn Griffiths ( Wales) \| \| Spielbericht \|     | Frankreich |
| Jugoslawien                                                             | Vladimir Beara – Branko Stanković, Tomislav Crnković, Zlatko Čajkovski – Ivica Horvat, Vujadin Boškov – Rajko Mitić , Bernard Vukas, Stjepan Bobek, Branko Zebec, Miloš Milutinović Cheftrainer: Aleksandar Tirnanić | François Remetter – Roger Marche, Robert Jonquet, Jean-Jacques Marcel – Armand Penverne, René Dereuddre – Léon Glovacki, Raymond Kopa, André Strappe, Jean Vincent Cheftrainer: Pierre Pibarot | Frankreich |
| Jugoslawien                                                             | 1:0 Milutinović (15.) | | Frankreich |
| 1. Spieltag                                                             | | |            |
| 16. Juni 1954 um 18:00 Uhr in Lausanne (Stade Olympique de la Pontaise) | | |            |
| Zuschauer: 16.000                                                       | | |            |
| Schiedsrichter: Mervyn Griffiths ( Wales)                               | | |            |
| Spielbericht                                                            | | |            |

## Brasilien – Jugoslawien 1:1 n.V. (1:1, 0:0)
| Brasilien                                                               | Brasilien | Jugoslawien | Jugoslawien |
| ----------------------------------------------------------------------- | --- | --- | ----------- |
| Brasilien                                                               | \| 2. Spieltag \| \| 19. Juni 1954 um 17:00 Uhr in Lausanne (Stade Olympique de la Pontaise) \| \| Zuschauer: 24.637 \| \| Schiedsrichter: Charlie Faultless ( Schottland) \| \| Spielbericht \| | \| 2. Spieltag \| \| 19. Juni 1954 um 17:00 Uhr in Lausanne (Stade Olympique de la Pontaise) \| \| Zuschauer: 24.637 \| \| Schiedsrichter: Charlie Faultless ( Schottland) \| \| Spielbericht \|                       | Jugoslawien |
| Brasilien                                                               | Castilho – Djalma Santos, Nílton Santos, Brandãozinho – Pinheiro, José Carlos Bauer – Julinho, Didi, Baltazar, Pinga, Rodrigues Cheftrainer: Zezé Moreira                                        | Vladimir Beara – Branko Stanković, Tomislav Crnković, Zlatko Čajkovski – Ivica Horvat, Vujadin Boškov, Rajko Mitić, Bernard Vukas, Branko Zebec, Miloš Milutinović, Dionizije Dvornić Cheftrainer: Aleksandar Tirnanić | Jugoslawien |
| Brasilien                                                               | 1:1 Didi (69.) | 0:1 Zebec (48.) | Jugoslawien |
| 2. Spieltag                                                             | | |             |
| 19. Juni 1954 um 17:00 Uhr in Lausanne (Stade Olympique de la Pontaise) | | |             |
| Zuschauer: 24.637                                                       | | |             |
| Schiedsrichter: Charlie Faultless ( Schottland)                         | | |             |
| Spielbericht                                                            | | |             |

## Frankreich – Mexiko 3:2 (1:0)
| Frankreich                                                | Frankreich | Mexiko | Mexiko |
| --------------------------------------------------------- | --- | --- | ------ |
| Frankreich                                                | \| 2. Spieltag \| \| 19. Juni 1954 um 17:00 Uhr in Genf (Stade des Charmilles) \| \| Zuschauer: 19.000 \| \| Schiedsrichter: Manuel Asensi ( Spanien) \| \| Spielbericht \|                                                 | \| 2. Spieltag \| \| 19. Juni 1954 um 17:00 Uhr in Genf (Stade des Charmilles) \| \| Zuschauer: 19.000 \| \| Schiedsrichter: Manuel Asensi ( Spanien) \| \| Spielbericht \|                                                     | Mexiko |
| Frankreich                                                | François Remetter – Lazare Gianessi, Raymond Kaelbel, Roger Marche – Jean-Jacques Marcel, Abderrahman Mahjoub – Abdelaziz Ben Tifour, René Dereuddre, Raymond Kopa, André Strappe, Jean Vincent Cheftrainer: Pierre Pibarot | Antonio Carbajal – Narciso López, Jorge Romo, Saturnino Martínez – Raúl Cárdenas, Rafael Avalos – Alfredo Torres, José Naranjo, José Luis Lamadrid, Tomás Balcázar, Raúl Arellano Cheftrainer: Antonio López Herranz ( Spanien) | Mexiko |
| Frankreich                                                | 1:0 Vincent (19.) 2:0 Cárdenas (49., Eigentor) 3:2 Kopa (88., Foulelfmeter) | 2:1 Lamadrid (54.) 2:2 Balcázar (85.) | Mexiko |
| 2. Spieltag                                               | | |        |
| 19. Juni 1954 um 17:00 Uhr in Genf (Stade des Charmilles) | | |        |
| Zuschauer: 19.000                                         | | |        |
| Schiedsrichter: Manuel Asensi ( Spanien)                  | | |        |
| Spielbericht                                              | | |        |